# Selena (banda sonora)
Selena: The Original Motion Picture Soundtrack es la banda sonora de la película Selena, protagonizada por Jennifer Lopez y canciones inéditas de Selena, como "Where Did the Feeling Go?", "Only Love", "Is It the Beat?" y "Disco Medley".

## Listado de canciones
| N.º | Título | Escritor(es)                                                     | Productor(es)        | Duración |  |
| 1.  | «Disco Medley (Parte 1)» (I Will Survive / Funky Town)                                                                           | Frederick Perren • Dino Kekaris                                  | A.B. Quintanilla III | 3:40     |  |
| 2.  | «Where Did The Feeling Go?» | Norman Saleet                                                    | Abraham Quintanilla  | 3:44     |  |
| 3.  | «Disco Medley (Parte 2)» (Last Dance / The Hustle / On The Radio)                                                                | Paul Jabarra • Van McCoy • Donna Summer • Giorgio Moroder        | Quintanilla III      | 4:11     |  |
| 4.  | «Is It The Beat?» | Pamela Philips Oland • Quintanilla III                           | Brian "Red" Moore    | 4:09     |  |
| 5.  | «Only Love» | Robbie Buchanan • M. Spiro                                       | Quintanilla          | 4:12     |  |
| 6.  | «Blue Moon / We Belong Togheter» (Interpretadas por The Vidal Brother)                                                           | Richard Rodgers • Lorenz Hart • H. Wiess • R. Carr • J. Mitchell | Quintanilla • Moore  | 4:49     |  |
| 7.  | «Dreaming Of You» | Franne Golde • Tom Snow                                          | Guy Roche            | 5:14     |  |
| 8.  | «A Boy Like That» | Leonard Bernstein • Sondheim                                     | David Pack           | 5:53     |  |
| 9.  | «I Could Fall In Love» | Keith Thomas                                                     | Keith Thomas         | 4:41     |  |
| 10. | «Cumbia Medley» (Como La Flor / La Carcacha / Bidi Bidi Bom Bom / Baila Esta Cumbia)                                             | Quintanilla III • Pete Astudillo • Selena Quintanilla            | Quintanilla III      | 8:37     |  |
| 11. | «Vivirás Selena» (Interpretada por Pete Astudillo, Graciela Beltrán, Barrio Boyzz, Emilio Navaira, Jennifer Peña y Bobby Pulido) | Rubén Garza                                                      | Quintanilla • Moore  | 5:02     |  |
| 12. | «One More Time» (Interpretada por Lil' Rayn)                                                                                     | Edward James Olmos • Tony Joe White                              | Quintanilla • Moore  | 3:45     |  |

- 20 Years of Mussic: Re-Issued Edition (2002)

| 20 Years of Music: Re-Issued Edition (2002) |                                                                                               |              |                          |          |  |
| N.º                                         | Título                                                                                        | Escritor(es) | Productor(es) / Director | Duración |  |
| 13.                                         | «Spoken Liners Notes by the Band and Family» (Comentarios por miembros de la banda y familia) | Moore        | Moore                    | 13:16    |  |
| 14.                                         | «I Could Fall In Love» (Video musical)                                                        | Thomas       | Hector Galan             | 4:41     |  |